# Waremme (okręg)
Waremme (fr. Arrondissement administratif de Waremme, nld. Arrondissement Borgworm, niem. Bezirk Waremme) – okręg w północnej Belgii, w Regionie Walońskim, w prowincji Liège.  

## Podział administracyjny
Okręg podzielony jest na 14 gmin (nld. gemeente, fr. commmune, niem. Gemeinde), w skład których wchodzi 67 dzielnic (deelgemeente)
| - Berloz (Berlo) - Corswarem (Korsworm) - Rosoux-Crenwick (Roost-Krenwik) - Braives - Avennes - Ciplet - Fallais - Fumal - Latinne - Tourinne - Ville-en-Hesbaye - Crisnée (Gerstenhoven) - Fize-le-Marsal - Kemexhe - Odeur (Elderen) - Thys - Donceel - Haneffe - Jeneffe - Limont - Faimes - Aineffe - Borlez - Celles - Les Waleffes - Viemme - Fexhe-le-Haut-Clocher - Freloux - Noville - Roloux - Voroux-Goreux | - Geer - Darion - Hollogne-sur-Geer - Lens-Saint-Servais - Ligney - Omal - Hannut (Hannuit), miasto - Abolens - Avernas-le-Bauduin - Avin - Bertrée - Blehen - Cras-Avernas - Crehen - Grand-Hallet - Lens-Saint-Remy - Merdorp - Moxhe - Petit-Hallet (Klein Halleer) - Poucet - Thisnes - Trognée (Truielingen) - Villers-le-Peuplier - Wansin - Lincent (Lijsem) - Pellaines (Pellen) - Racour (Raatshoven) - Oreye (Oerle) - Bergilers (Belliek) - Grandville (Nederliek) - Lens-sur-Geer (Lens aan de Jeker) - Otrange (Wouteringen) | - Remicourt - Hodeige - Lamine - Momalle - Pousset - Saint-Georges-sur-Meuse (Sint-Joris-aan-de-Maas) - Waremme (Borgworm), miasto - Bettincourt (Bettenhoven) - Bleret - Boëlhe - Bovenistier - Grand-Axhe - Lantremange - Oleye (Liek) - Wasseiges - Acosse - Ambresin - Meeffe |